# Buick Model 26
La Model 26 è un'autovettura mid-size prodotta dalla Buick nel 1911 solo in versione torpedo. Parallelamente, era offerta anche la Model 27, che era invece la versione roadster.  Ai due modelli, nel 1912, successero, rispettivamente la Model 28 e Model 29 a cui seguirono, negli anni successivi, le Model 30 e Model 31. Questi ultimi due modelli, nel 1914, furono sostituiti dalle Model B-36, Model B-37 e Model B-38 , mentre nell'anno successivo furono introdotte la Model C-36 e la Model C-37. 

## Storia

### Model 26 e 27 (1911)
Nel 1911 furono introdotte la Model 26 e la Model 27 che corrispondevano, rispettivamente, alla versione roadster e a quella torpedo. Entrambe erano equipaggiate da un motore a quattro cilindri in linea da 3.294 cm³ di cilindrata che erogava 25,6 CV di potenza. Il propulsore era anteriore, mentre la trazione era posteriore. Il moto alle ruote posteriori era trasmesso tramite un giunto cardanico. Il cambio era a tre rapporti. La torpedo aveva un passo di 2.692 mm, mentre la roadster di 2.540 mm. Di Model 26 ne furono assemblati 1.000 esemplari, mentre di Model 27 ne vennero prodotte 3.000 unità.  

### Model 28 e 29 (1912)
Nel 1912 la Model 26 e la Model 27 furono sostituiti da due nuove vetture. La Model 28 (la roadster) e la Model 29 (la turismo), questi i loro nomi, mantennero il motore e la meccanica già installati sui modelli antenati. La Model 28 fu realizzata in 2.500 esemplari, mentre la Model 29 è stato assemblata in 6.000 copie. 

### Model 30 e 31 (1913)
Nel 1913 i due modelli precedenti furono sostituiti dalla Model 30 (la roadster) e dalla Model 31 (la torpedo). Il motore e la linea, rispetto alle vetture antenate, furono mantenuti. La versione roadster possedeva anche due sedili ausiliari supplementari. Come opzione era possibile ordinare l'illuminazione elettrica in luogo dei fanali ad acetilene. In caso di fanali elettrici, la batteria era alloggiata sul predellino di destra. La Model 30 fu realizzata in 3.500 esemplari, mentre Model 31 venne prodotta in 10.000 unità. 

### Model B-36, B-37 e B-38 (1914)
Nel 1914 la Model 30 e la Model 31 furono sostituiti dalla Model B-36 (la roadster) e la Model B-37 (la torpedo). Nell'occasione fu anche lanciata la Model B-38, che era la versione coupé. I tre modelli furono dotati di un motore da 3.622 cm³ e 35 CV. Le batterie erano ora alloggiate all'interno del corpo vettura. Di Model B-36, Model B-37 e Model B-38 ne furono realizzati, rispettivamente, 2.550, 9.050 e 50 esemplari.   

### Model C-36 e C-37 (1915)
Nel 1915 la Model B-36 e la Model B-37 furono sostituiti, rispettivamente, dalla Model C-36 e dalla Model C-37. La coupé fu tolta dai listini. Era disponibile, su richiesta, l'avviamento elettrico. Il motore era il medesimo di quello dei modelli precedenti. Di Model C-36 e di Model C-37 ne furono realizzati, rispettivamente, 2.849 e 12.450 esemplari. 